# Ngựa Murgese
Ngựa Murgese có nguồn gốc từ khu vực Murge, Apulia của Ý trong thời dưới sự cai trị của Tây Ban Nha, và được phát triển từ ngựa Barb và ngựa Ả Rập. Chúng là một giống ngựa khỏe mạnh được sử dụng chủ yếu cho cưỡi ngựa vùng đồng quê, mặc dù chúng cũng được sử dụng cho công việc kéo xe nhẹ.

## Lịch sử
Giống ngựa Murgese có nguồn gốc ở Ý trong thời kỳ cai trị Tây Ban Nha. Người ta nghĩ rằng chúng được phát triển bằng cách lai ngựa Barb và ngựa Ả Rập được Count of Conversano nhập khẩu với ngựa bản địa, đặc biệt là ngựa Neapolitan. Loài này cực kỳ phổ biến, đặc biệt là với kỵ binh Ý, trong thế kỷ 15 và 16, nhưng sau đó giảm số lượng cho đến khi nó gần như tuyệt chủng.
Trong luận văn "Il Cavallarizzo" được Claudio Corte viết năm 1562, ba năm sau khi kết thúc cuộc chiến tranh Ý vĩ đại, tác giả mô tả cách những con ngựa chiến tranh Neapolitan tốt nhất đến từ vùng Puglie và Calabria, chỉ ra rằng "ngựa Neapolitan" là tất cả những con ngựa chiến được nuôi trong chiến tranh ở Vương quốc Naples, bao gồm Puglie và Calabria. Do đó, ngựa Murgese được coi là hậu duệ trực tiếp của ngựa Neapolitan nổi tiếng.
Ngày nay, giống ngựa Murgese được phát triển từ những con ngựa được chọn vào năm 1926, khi sổ lưu các cá thể giống này được thành lập, và có thể là một phiên bản tinh tế hơn của giống ngựa Murgese nguyên thủy. Cho đến khi lựa chọn bắt đầu vào năm 1926, các đặc tính vật lý của ngựa này rất đa dạng trong các cá thể giống do thiếu quy định về sinh sản.